# Luís de Toledo Piza Sobrinho
Luís de Toledo Piza Sobrinho (São Paulo, 3 de setembro de 1888 — São Paulo, 19 de maio de 1983) foi um político brasileiro. Exerceu o mandato de deputado federal constituinte por São Paulo em 1946.